# Alonso del Campo
Alonso del Campo fue un autor teatral del siglo XV que trabajó para la catedral de Toledo en la celebración de la fiesta del Corpus Christi.

## Biografía
Su nacimiento ocurre alrededor de 1453 y fallece en Toledo, el 29 de diciembre de 1499. Fue capellán del coro de la catedral de Toledo y encargado de las representaciones teatrales del Corpus Christi.
No se sabe su lugar de origen ni la fecha exacta de su nacimiento, aunque esta puede deducirse gracias a algunos datos que se conocen, como que estaba adscrito a la catedral, donde estudiaba y recibían formación de música y gramática.
Alonso del Campo fue escribano y se encargó de preparar la fiesta de san Nicolás, iniciando con ello su participación en las celebraciones de la Iglesia toledana. En 1474 se hicieron representaciones de la Pasión, pero no hay más datos sobre ello ni sobre su posible intervención.
En 1481 se ocupó de los preparativos de la fiesta del Corpus con el también capellán del coro Juan Martínez de San Miguel y lo mismo al año siguiente, pero fue a partir de 1483 cuando la preparación recayó exclusivamente en Alonso del Campo, que se ocupó de ello, sin interrupción, hasta el año mismo de su muerte. Fue capellán de la capilla de Santiago.
La fiesta y procesión del Corpus iban adquiriendo más importancia de año en año. Hay datos de algunos responsables de la celebración desde que, en 1450, fue el arcipreste de Talavera el encargado de preparar los festejos. Como se ha dicho, Alonso del Campo asumió esa función desde 1481 compartiéndola con otro capellán y, a partir de 1483, de forma exclusiva.
Como parte de su trabajo, especificaba los gastos generales de la procesión en el arreglo de las calles, limpieza y disposición de los carros, sueldos a los pintores y carpinteros y preparación de las vestimentas y atributos de los personajes de las representaciones. En un libro de cuentas están reseñadas, con todo detalle, las del período comprendido desde 1493 hasta 1510, con alguna excepción. Él se encargaba de guardar todo de lo que quedaba de un año para otro y de arreglar todo lo que necesitaba arreglo.
Se representaron treinta y tres autos. Los temas procedían principalmente del Nuevo Testamento, sobre todo los Evangelios, algunos del Antiguo Testamento y otros de los evangelios apócrifos, tradiciones e incluso leyendas.En su función de receptor de las cuentas de la capilla de San Blas (1485-1487), Alonso del Campo cobraba las rentas de las casas que eran propiedad de la capilla y alquilaba sus tiendas, anotando los pagos que hacían los arrendadores. Llevaba cuidadosamente éstos en un pequeño libro, que tenía en la parte superior de cada página las casas o tiendas que se arrendaban y el pago que el arrendador hacía en cada tercio. Al morir Alonso del Campo, este libro estaba en su casa y figuró en la relación de sus bienes que se hizo tras su muerte. En los espacios y páginas del libro que habían quedado en blanco se encuentra el texto del Auto de la Pasión. Además se encontraron unos versos sobre los Santos Padres y el guion del Auto del Emperador o de San Silvestre. Parece evidente que las escenas de la Pasión se escribieron para ser representadas, puesto que se indica el movimiento de los personajes, aunque no haya constancia de que se llevara a efecto la escenificación.

## Obra:El Auto de la Pasión
Carmen Torroja y María Rivas han atribuido a Alonso del Campo la autoría del Auto de la Pasión, además de un fragmento de un Auto de los Santos Padres y del guion del Auto del Emperador. Las primeras editoras fijaron el texto del Auto de la Pasión en 599 versos y ocho escenas, que constituían una recreación escénica de algunos episodios evangélicos de la pasión de Cristo: La oración en el huerto, la traición de Judas y el prendimiento del Maestro, las negaciones de Pedro, la sentencia de Pilatos y el encuentro de San Juan y la Virgen. Con esas escenas alternan tres plantos a cargo de San Pedro, San Juan y la Virgen.

## Estilo delAuto de la Pasión
Se encuentran numerosos arcaísmos, tanto en el uso de voces y estructuras sintácticas como en la métrica. Por lo cual existe la teoría de que la mayor parte del texto del Auto de la Pasión procede de una Pasión tradicional toledana —sin fecha única de composición, pero con origen a finales del siglo XIII—, donde se habrían fundido textos de diferentes autores y épocas.
Se ve en la obra un intento de estructura unitaria, con un diseño original y la creación de un espectáculo teatral renovado, que incorpora materiales ajenos a la tradición e intenta ordenar armoniosamente distintas formas parateatrales de la Pasión.

## Últimos años y muerte
En 1499, último año de la vida de Alonso del Campo, corrieron a su cargo, como en años anteriores, la procesión y las representaciones de la fiesta del Corpus. A fines de agosto hizo testamento. Murió el 29 de noviembre, entre once y doce de la noche. Le enterraron al día siguiente en la claustra y el domingo 8 de diciembre se vendieron sus posesiones públicamente.
Alonso del Campo llevó, durante muchos años, el mayor peso de las representaciones que constituyeron una parte muy importante de la principal celebración religiosa toledana. Intervino también como transmisor y adaptador de un texto tradicional sobre la Pasión. A su muerte, parece que no hubo quien le sustituyese entre las personas adscritas a la catedral, porque al año siguiente, el de 1500, acudieron gentes de fuera, de Guadalajara, a solemnizar la celebración de una manera no usual en Toledo.